# كايل كندريك
كايل كندريك (بالإنجليزية: Kyle Kendrick) هو لاعب كرة قاعدة أمريكي، ولد في 26 أغسطس 1984 في هيوستن في الولايات المتحدة.

## وصلات خارجية
- كايل كندريك على موقع دوري كرة القاعدة الرئيسي (الإنجليزية)
- كايل كندريك على موقعبيزبول رفرنس.كوم (الدوري الرئيسي) (الإنجليزية)
- كايل كندريك على موقعبيزبول رفرنس.كوم (الدوري الثانوي) (الإنجليزية)
- كايل كندريك على موقع إي إس بي إن.كوم (أم.أل.بي) (الإنجليزية)
- كايل كندريك على موقع مشجعي الرسوم البيانية (الإنجليزية)